# محمد مران
محمد خليل مران (مواليد 15 فبراير 2001) هو لاعب كرة قدم سعودي يلعب حاليًا في نادي النصر 

## مسيرة اللاعب
مثل نادي الأمجاد في الفئات السنية ووقع مع نادي النصر في صيف 2019 و أعير إلى نادي الطائي في صيف 2021.

## روابط خارجية
- محمد مران على موقع قاعدة بيانات كرة القدم.إي يو (الإنجليزية)
- محمد مران على موقع Soccerway.com (الإنجليزية)
- محمد مران على موقع كووورة